# Slava Medvedenko
Stanislav "Slava" Medvedenko (nacido el 4 de abril de 1979 en Karapyshi, Óblast de Kiev, RSS de Ucrania) es un exjugador ucraniano de baloncesto que disputó siete temporadas en la NBA. Con 2,08 metros de altura, jugaba en la posición de ala-pívot.

## Carrera
Medvedenko fichó por Los Angeles Lakers en 2000 procedente del BK Kiev ucraniano. En la temporada 2003-04 tuvo muchas oportunidades de juego, debido a la lesión de Karl Malone. Así, sus promedios anotadores y reboteadores se doblaron respecto a los de la pasada campaña, cogiendo gran responsabilidad en el equipo.
Lamentablemente, una lesión en 2004 le mandó a las profundidades del banquillo bajo la tutela de Rudy Tomjanovich. Con la vuelta de Phil Jackson a los Lakers, había esperanzas de que Medvedenko jugara un papel más importante en el equipo dado su experiencia en el triángulo ofensivo. Sn embargo, debido a una hernia de disco, se perdió casi toda la temporada. Fue cortado en marzo de 2006, para hacer sitio a Jim Jackson.
Firmó con Atlanta Hawks el 28 de diciembre de 2006 por una temporada. Poco después, acabó con su aventura americana y también con su carrera.

## Estadísticas de su carrera en la NBA
|  | Denota temporadas en las que ganó el Campeonato de la NBA |

### Temporada regular
| Año     | Equipo      | PJ  | PT | MPP  | %TC  | %3P   | %TL  | RPP | APP | ROB | TPP | PPP |
| ------- | ----------- | --- | -- | ---- | ---- | ----- | ---- | --- | --- | --- | --- | --- |
| 2000-01 | L.A. Lakers | 7   | 0  | 5.6  | .480 | 1.000 | .583 | 1.3 | .3  | .1  | .1  | 4.6 |
| 2001-02 | L.A. Lakers | 71  | 6  | 10.3 | .477 | .000  | .661 | 2.2 | .6  | .4  | .2  | 4.7 |
| 2002-03 | L.A. Lakers | 58  | 10 | 10.7 | .434 | .000  | .721 | 2.4 | .3  | .2  | .1  | 4.4 |
| 2003-04 | L.A. Lakers | 68  | 38 | 21.2 | .441 | .000  | .767 | 5.0 | .8  | .6  | .3  | 8.3 |
| 2004-05 | L.A. Lakers | 43  | 4  | 9.8  | .455 | .000  | .821 | 1.8 | .3  | .2  | .0  | 3.8 |
| 2005-06 | L.A. Lakers | 2   | 0  | 3.0  | .500 | .000  | .000 | .0  | .5  | .0  | .0  | 1.0 |
| 2006-07 | Atlanta     | 14  | 0  | 5.8  | .414 | .500  | .850 | 1.0 | .1  | .0  | .1  | 3.0 |
| Total   | Total       | 263 | 58 | 12.7 | .450 | .154  | .740 | 2.8 | .5  | .3  | .2  | 5.3 |

### Playoffs
| Año   | Equipo      | PJ | PT | MPP  | %TC  | %3P  | %TL  | RPP | APP | ROB | TPP | PPP |
| ----- | ----------- | -- | -- | ---- | ---- | ---- | ---- | --- | --- | --- | --- | --- |
| 2002  | L.A. Lakers | 7  | 0  | 3.0  | .600 | .000 | .000 | .6  | .0  | .0  | .0  | .9  |
| 2003  | L.A. Lakers | 9  | 0  | 8.1  | .556 | .000 | .667 | 2.0 | .1  | .1  | .1  | 3.8 |
| 2004  | L.A. Lakers | 21 | 1  | 11.3 | .440 | .000 | .810 | 2.5 | .5  | .2  | .2  | 4.0 |
| Total | Total       | 37 | 1  | 8.9  | .477 | .000 | .778 | 2.0 | .3  | .1  | .1  | 3.3 |